# شیماو اینترنشنال پلازا
شیماو اینترنشنال پلازا (به انگلیسی: Shimao International Plaza) آسمان‌خراش ۶۰ طبقه به ارتفاع ۳۳۳ متر، با کاربری اداری و هتل است، که در شهر شانگهای، جمهوری خلق چین مستقر می‌باشد. پروژه ساخت این ساختمان در سال ۲۰۰۱ آغاز شد و در سال ۲۰۰۶ تکمیل و افتتاح گردید.

## نگارخانه

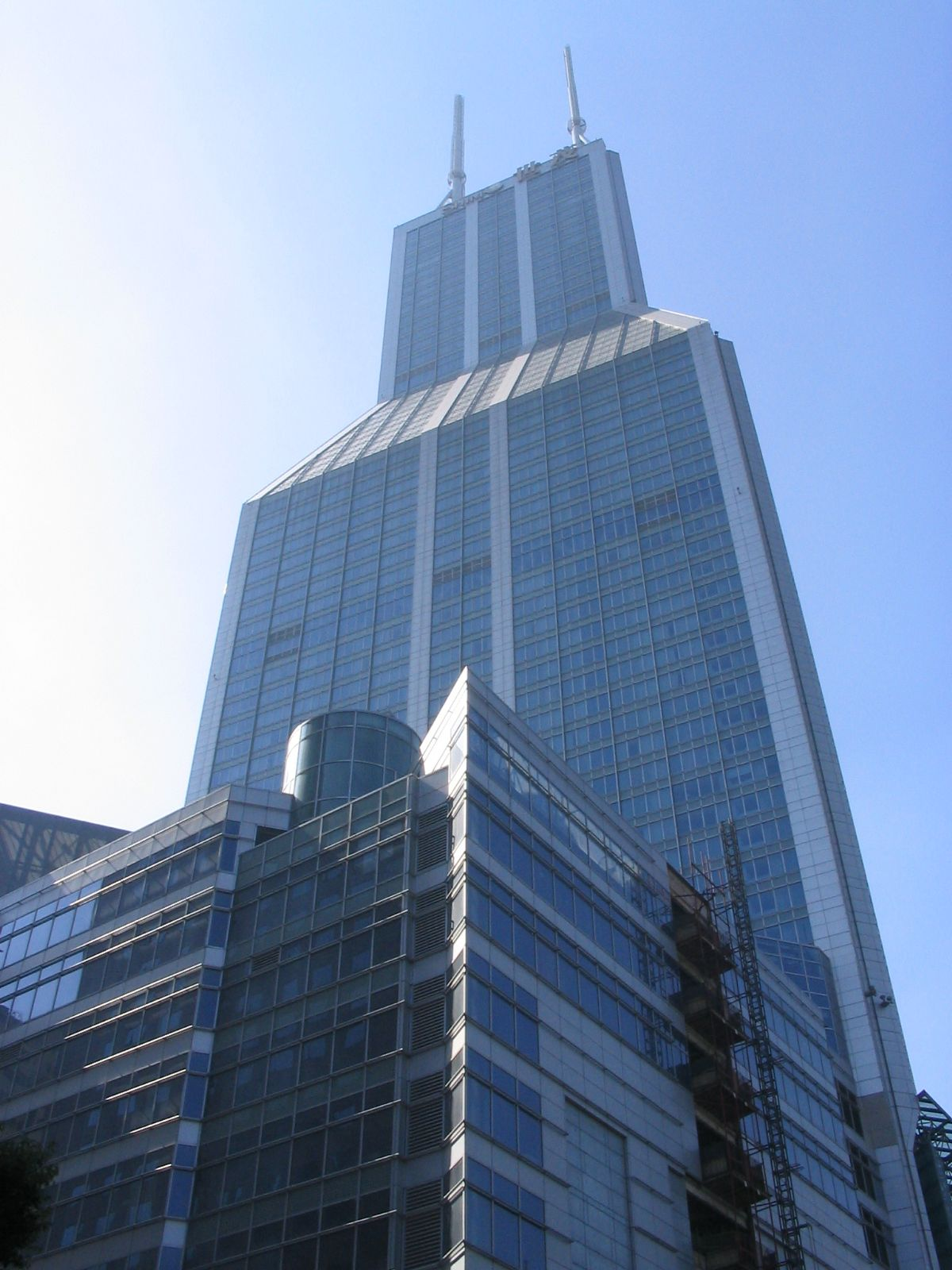
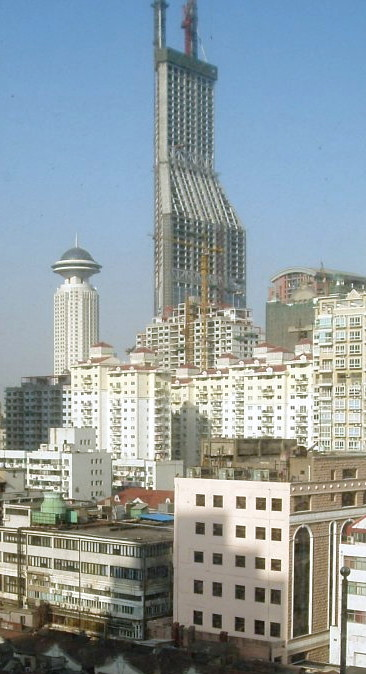